# Serdi

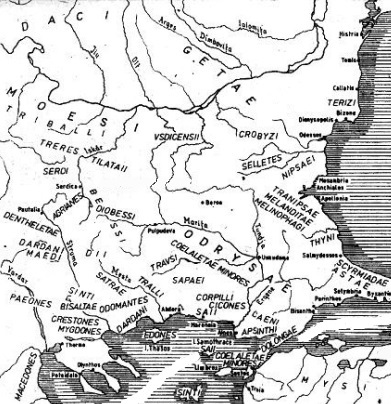
La migrazione dei Serdi in Tracia

I Serdi furono una tribù celtica che abitò la Tracia. Si stanziarono attorno a Serdika (greco: Σαρδική o Σαρδῶν πόλις), che ne riflette l'etnonimo. 
Potrebbero essersi stabiliti in quest'area durante le migrazioni celtiche avvenute alla fine del IV secolo a.C., anche se non ci sono prove della loro esistenza prima del I secolo a.C. Quello dei Serdi è uno dei tradizionali nomi di tribù citati in epoca romana. Furono gradatamente assorbiti dai Traci nel corso dei secoli, ma mantennero la loro cultura celtica per molto tempo.
Sappiamo da Cassio Dione Cocceiano che Marco Licinio Crasso (console del 30 a.C.) compì imprese militari lungo il basso corso del Danubio negli anni 29 e 28 a.C., nel corso delle quali batté numerosi popoli tra cui Geti, Daci, Bastarni, Mesi, Triballi, Dardani e Traci (tra cui Maedi, Serdi e Bessi).